# Kai-Pekka Kangasmäki
Kai-Pekka Olavi "Kaikka" Kangasmäki (ur. 9 lipca 1985 w Lappeenrancie) – fiński muzyk, kompozytor i instrumentalista. Kai-Pekka Kangasmäki znany jest przede wszystkim z występów w heavymetalowym zespole Stam1na. Do grupy dołączył w 2005 roku początkowo jako sesyjny basista. Rok później został oficjalnym członkiem formacji. W 2010 roku wraz z grupą otrzymał MTV Europe Music Award w kategorii Best Finnish Act. Trzykrotnie otrzymał także nagrodę fińskiego przemysłu fonograficznego Emma-gaala. Działalność artystyczną rozpoczął w 2000 roku jako gitarzysta melodic deathmetalowego zespołu Frail From Inside przekształconego w latach późniejszych w Disease of the Nation. Od 2006 roku występuje w ramach solowego projektu Ville Ryöti'ego - Devilhorn.

## Dyskografia
- Stam1na – Uudet Kymmenen Käskyä (2006, Sakara Records)
- Stam1na – Raja (2008, Sakara Records)
- Stam1na – Viimeinen Atlantis (2010, Sakara Records)
- Disease of the Nation – The Rudum (2011, Inverse Records)
- Stam1na – Nocebo (2012, Sakara Records)